# Elias Magnus Fries
Elias Magnus Fries (15. srpna 1794, Femsjö – 8. února 1878, Uppsala) byl švédský ekonom, botanik a mykolog.

## Život a kariéra
Byl profesorem botaniky na Univerzitě v Lundu (od roku 1814) a profesorem praktické ekonomie (od 1834) a botaniky na Univerzitě v Uppsale. Společně s C. H. Persoonem je považován za jednoho z nejvýznamnějších mykologů 19. století a spolutvůrce moderní mykologické taxonomie. Mimo jiné zavedl užívání zbarvení spor (výtrusného prachu) a vzhled hymenoforu jakožto jedny z hlavních určovacích znaků.
Popsal řadu nových druhů hub a některé byly na jeho počest pojmenovány, např. liška Friesova (Cantharellus friesii).
Jeho syn Theodor Magnus Fries (1832–1913) byl taktéž botanik.

## Dílo
výběr
- Observationes mycologicae, 1815-1818, 2 sv.
- Systema mycologicum, 1821-1832, 3 sv.
- Sveriges ätlige och giftiga Svampar, 1861-1868 (Jedlé a jedovaté houby Švédska)